# Mindaugas Bastys
Mindaugas Bastys (*  29. Januar 1965 in Joginiškiai, Rajongemeinde Šakiai) ist ein litauischer sozialdemokratischer Politiker, der von 2016 bis 2017 Vizepräsident des Seimas war.

## Leben
Sein Vater war Juozas Bastys (1934–1995), ein Landwirtschaftsmanager und Politiker, Mitglied des Seimas.
Nach dem Abitur von 1972 bis 1983  an der Mittelschule Kriūkai bei Šakiai absolvierte Mindaugas Bastys 1990 das Diplomstudium der Zootechnik an der Lietuvos veterinarijos akademija. Er schrieb die Dissertation in Agronomie zum Thema „Pluoštui auginamų linų pasėlio tankumo, derliaus bei jo kokybės formavimas technologinėmis priemonėmis“.
1990 arbeitete er im Kolchos und von 1998 bis 2000 an der Lietuvos žemės ūkio universitetas.
Von 2000 bis 2003 war Bastys Mitglied im Rat von Šakiai.
Ab 2000 war er Mitglied im Seimas, ab 2005 Ministerberater am Landwirtschaftsministerium Litauens und ab 2006 Berater des litauischen Ministerpräsidenten. 2004 war er zudem kurzzeitig Mitglied des Europäischen Parlaments. Ab 2008 wieder Mitglied im Seimas, bekleidete er im Zeitraum 2016 bis 2017 für einige Monate das Amt des Parlamentsvizepräsidenten. Im Frühling 2017 wurde gegen Bastys ein Amtsenthebungsverfahren im Seimas eingeleitet. Im Dezember 2017 stellte das litauische Verfassungsgericht fest, dass Bastys durch das Verschweigen seiner Beziehungen zu einem ehemaligen KGB-Mitarbeiter bei einem Antrag auf Zugriff auf Verschlusssachen seinen Amtseid sowieso die Verfassung ernsthaft verletzt hatte. Das Amtsenthebungsverfahren scheiterte daraufhin dennoch knapp. Nach Ankündigung von Protesten gab Bastys jedoch kurz darauf seinen Rücktritt von seinem Parlamentsmandat bekannt. Bis zum 20. März 2018 war er noch im Parlament. Im Juli 2018 erklärte er, bei der Nachwahl zu seinem vakant gewordenen Parlamentsdirektmandat erneut zu kandidieren, diesmal jedoch als parteiloser Kandidat. Er erreichte die 2. Wahlrunde bei den Wahlen 2018, jedoch verlor der konservativen Lokalpolitikerin und Juristin Irena Haase.
Bis zu seinem Rücktritt von seinem Parlamentsmandat war Bastys Mitglied der Lietuvos socialdemokratų partija.